# Melissa Gilbert

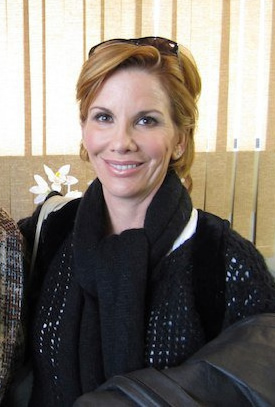
Melissa Gilbert (2010)

Melissa Ellen Gilbert (* 8. Mai 1964 in Los Angeles) ist eine US-amerikanische Schauspielerin. Sie wurde durch ihre Rolle als Laura Ingalls in der Serie Unsere kleine Farm bekannt.

## Leben
Melissa Gilbert wurde kurz nach ihrer Geburt vom Schauspieler-Ehepaar Paul Gilbert und Barbara Crane adoptiert. Schon als kleines Kind hatte sie Auftritte in verschiedenen Werbespots, bevor sie 1974 von Michael Landon für die Rolle der Laura Ingalls in Unsere kleine Farm entdeckt wurde. Nachdem Paul Gilbert 1975 gestorben war, sah Gilbert in Michael Landon so etwas wie einen Vaterersatz. Häufig verbrachte sie die Wochenenden mit seiner Familie. Auch Gilberts Geschwister sind als Schauspieler tätig: Ihr jüngerer Adoptivbruder Jonathan war in Unsere kleine Farm als Willie Oleson zu sehen, ihre Adoptivschwester Sara wurde vor allem durch ihre Rollen als Darlene in der Comedy-Fernsehserie Roseanne und der Leslie Winkle in The Big Bang Theory bekannt.
Gilbert verkörperte in ihrer Karriere drei der bekanntesten historischen Mädchengestalten des 19. und 20. Jahrhunderts: Helen Keller, Anne Frank und Laura Ingalls, wobei die beiden ersten historisch korrekt dargestellt wurden, Laura Ingalls hingegen in oben erwähnter Serie in fiktive Zusammenhänge gestellt wird. Die 1979 von Gilberts Manager gegründete Half-Pint Productions wurde nach Gilberts Spitznamen in der Serie Unsere kleine Farm benannt. Eine der Produktionen von Half-Pint war The Miracle Worker. Gilbert verkörperte dort die junge blinde und gehörlose Helen Keller. Nach der Familienserie Unsere kleine Farm spielte Gilbert die Hauptrolle in mehr als 30 Filmen, die größtenteils auf Tatsachen beruhten und Themen wie Vergewaltigung, Kindesmissbrauch, Inzest und Autismus behandeln.
Gilbert wurde im Alter von 21 Jahren mit einem Stern auf dem Hollywood Walk of Fame geehrt und teilt sich den Jugendrekord mit Sängerin Britney Spears. Außerdem hat sie zweimal – 1983 und 1984 – den Young Artist Award als „Beste junge Darstellerin in einer Fernsehserie“ gewonnen. In der VH1-Liste der „100 größten Kinderstars aller Zeiten“ belegt die Schauspielerin Platz 31. Von 2001 bis 2005 war Gilbert Präsidentin der US-amerikanischen Filmschauspielergewerkschaft Screen Actors Guild.
Von 1995 bis 2011 war Gilbert mit dem Schauspieler Bruce Boxleitner verheiratet. Der gemeinsame Sohn des Ehepaares erhielt seinen Namen Michael in Erinnerung an Gilberts Serienvater Michael Landon. Gilbert hat einen weiteren Sohn, der aus ihrer von 1988 bis 1992 dauernden Ehe mit Bo Brinkman stammt. Im April 2013 heiratete Gilbert den US-amerikanischen Schauspieler und Fernsehregisseur Timothy Busfield.
Von 2008 bis 2010 spielte Gilbert die Rolle der Caroline Ingalls in der amerikanischen Musical-Version von Unsere kleine Farm. 2012 nahm sie an der US-Tanzshow Dancing with the Stars, dem US-amerikanischen Pendant zu Let’s Dance, teil und erlitt bei der Präsentation eines Paso Doble eine leichte Gehirnerschütterung.
Im August 2015 gab Gilbert ihre Absicht bekannt, für die Demokraten im 8. Kongresswahlbezirk von Michigan für einen Sitz im Repräsentantenhaus der Vereinigten Staaten zu kandidieren. Im Mai 2016 beendete sie wegen gesundheitlicher Probleme ihre Kandidatur.

## Filmografie (Auswahl)

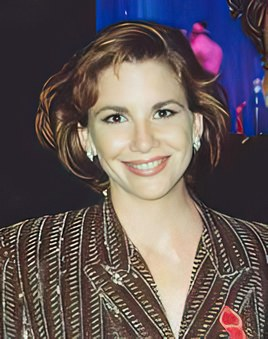
Melissa Gilbert (1991)

- 1972: Notruf California (Emergency, Fernsehserie, Folge 2x10)
- 1972: Rauchende Colts (Gunsmoke, Fernsehserie, Folge 18x04)
- 1974–1983: Unsere kleine Farm (Little House on the Prairie, Fernsehserie, 205 Folgen)
- 1978: Love Boat (The Love Boat, Fernsehserie, Folge 2x03)
- 1979: The Miracle Worker
- 1980: Das Tagebuch der Anne Frank (The Diary of Anne Frank, Fernsehfilm)
- 1981: Träume zerrinnen wie Sand (Splendor in the Grass)
- 1983: Choices of the Heart
- 1984: Family Secrets
- 1985: Faerie Tale Theatre (Fernsehserie, Folge 4x02)
- 1986: Ungewollt schwanger (Choices)
- 1987: Tödliche Umarmung (Blood Vows, Kinofilm)
- 1985: Sylvester (Kinofilm)
- 1988: Killer Instinct
- 1989: Ice House (Kinofilm)
- 1990: Die Doppelgängerin (The Lookalike)
- 1991: The Hidden Room (Fernsehserie, Folge 1x04)
- 1992: Blutspur in die Vergangenheit (With a Venegenance)
- 1992–1994: Batman (Zeichentrickserie) ... als Barbara Gordon/Batgirl
- 1993: Zum Abschuss freigegeben (With Hostile Intent)
- 1994: Niemand hört den Schrei (Cries from the Heart)
- 1994–1995: Alles schön und Recht (Sweet Justice, Fernsehserie, 22 Folgen)
- 1995: Abschied von St. Petersburg (Zoya)
- 1996: Eingeschneite Herzen – Ein romantisches Weihnachtsmärchen (A Holiday for Love)
- 1996: Babylon 5 (Fernsehserie, Folge 3x21–3x22)
- 1997: Rückkehr aus dem Nichts – Tochter was hast du getan? (Childhood Sweetheart?)
- 1997: Schleier der Unschuld (Seduction in a Small Town)
- 1998: Outer Limits – Die unbekannte Dimension (The Outer Limits, Fernsehserie, Folge 4x06)
- 1998: Ich hab um dich geweint (Her Own Rules)
- 1998: Ein Hauch von Himmel (Touched by an Angel, Fernsehserie, Folge 5x10)
- 1999: Bei Geburt vertauscht (Switched at Birth)
- 1999: Der himmlische Plan (The Soul Collector)
- 2000: Lisa Picard is famous (Kinofilm)
- 2000: A Vision of Murder
- 2001: Heimkehr in den Tod (Nora Roberts’ Sanctuary)
- 2002: Providence (Fernsehserie, Folge 4x21)
- 2005: Fat Actress (Fernsehserie, Folge 1x02)
- 2005: Eine himmlische Familie (7th Heaven, Fernsehserie, Folge 9x18)
- 2006: Nip/Tuck – Schönheit hat ihren Preis (Nip/Tuck, Fernsehserie, Folge 4x04)
- 2007: Sacrifices of Heart
- 2011: The Christmas Pageant
- 2015: Secrets and Lies (Fernsehserie, 5 Folgen)
- 2015: The Night Shift (Fernsehserie, Folge 2x11)
- 2017: Tenure
- 2018: Hometown Christmas
- 2019: When We Last Spoke (Kinofilm)
- 2025: Janette Oke: Die Coal Valley Saga (When Calls the Heart, Fernsehserie, 2 Folgen)